# Radara apicalis
Radara apicalis är en fjärilsart som beskrevs av Walker 1865. Radara apicalis ingår i släktet Radara och familjen nattflyn. Inga underarter finns listade.